# Super Bowl LI
Super Bowl LI je bio završna utakmica 97. po redu sezone nacionalne lige američkog nogometa. U njoj su se sastali pobjednici NFC konferencije Atlanta Falconsi i pobjednici AFC konferencije New England Patriotsi. Pobijedili su Patriotsi nakon produžetaka rezultatom 34:28, te tako osvojili svoj peti naslov prvaka.
Utakmica je odigrana na NRG Stadiumu u Houstonu u Texasu, kojem je to bilo treće domaćinstvo Super Bowla, drugo na ovom stadionu.

## Tijek utakmice
| Četvrtina | Vrijeme | Momčad | Informacija o promjeni rezultata                                                      | Rezultat | Rezultat |
| Četvrtina | Vrijeme | Momčad | Informacija o promjeni rezultata                                                      | Falcons  | Patriots |
| --------- | ------- | ------ | ------------------------------------------------------------------------------------- | -------- | -------- |
| 2         | 12:15   | ATL    | touchdown probijanjem (Freeman), uspješan pokušaj za dodatni poen (Bryant)            | 7        | 0        |
| 2         | 8:48    | ATL    | touchdown dodavanjem (Ryan-Hooper), uspješan pokušaj za dodatni poen (Bryant)         | 14       | 0        |
| 2         | 2:21    | ATL    | touchdown nakon osvojene lopte (Alford), uspješan pokušaj za dodatni poen (Bryant)    | 21       | 0        |
| 2         | 0:02    | NE     | field goal (Gostkowski)                                                               | 21       | 3        |
| 3         | 8:31    | ATL    | touchdown dodavanjem (Ryan-Coleman), uspješan pokušaj za dodatni poen (Bryant)        | 28       | 3        |
| 3         | 2:06    | NE     | touchdown dodavanjem (Brady-White), promašen pokušaj za dodatni poen                  | 28       | 9        |
| 4         | 9:44    | NE     | field goal (Gostkowski)                                                               | 28       | 12       |
| 4         | 5:56    | NE     | touchdown dodavanjem (Brady-Amendola), uspješan pokušaj za dva dodatna poena (White)  | 28       | 20       |
| 4         | 0:57    | NE     | touchdown probijanjem (White), uspješan pokušaj za dva dodatna poena (Brady-Amendola) | 28       | 28       |
| PR        | 11:02   | NE     | touchdown probijanjem (White)                                                         | 28       | 34       |

## Statistika utakmice

### Statistika po momčadima
| Statistika                                                      | Atlanta Falcons | New England Patriots |
| --------------------------------------------------------------- | --------------- | -------------------- |
| Prvih pokušaja                                                  | 17              | 37                   |
| Ukupno osvojenih jardi                                          | 344             | 546                  |
| Broj napada probijanjem                                         | 18              | 25                   |
| Ukupno jardi osvojenih probijanjem                              | 104             | 104                  |
| Broj napada s kompletiranim dodavanjem/ukupno napada dodavanjem | 17/23           | 43/63                |
| Ukupno jardi osvojenih dodavanjem                               | 240             | 442                  |
| Izgubljenih lopti                                               | 1               | 2                    |
| Prekršaji (izgubljenih jardi)                                   | 9 (65)          | 4 (23)               |
| Vrijeme posjeda lopte (min:s)                                   | 23:27           | 40:31                |

### Statistika po igračima

#### Najviše jardi dodavanja
| Quarterback     | Dodavanja* | Yds** | TD*** | Int**** |
| --------------- | ---------- | ----- | ----- | ------- |
| Matt Ryan (ATL) | 17/23      | 284   | 2     | 0       |
| Tom Brady (NE)  | 43/62      | 466   | 2     | 1       |

#### Najviše jardi probijanja
| Igrač                  | Pokušaja* | Yds** | TD*** |
| ---------------------- | --------- | ----- | ----- |
| Devonta Freeman (ATL)  | 11        | 75    | 1     |
| LeGarrette Blount (NE) | 11        | 31    | 0     |

#### Najviše uhvaćenih jardi dodavanja
| Igrač             | Dodavanja* | Yds** | TD*** |
| ----------------- | ---------- | ----- | ----- |
| Julio Jones (ATL) | 4/4        | 87    | 1     |
| James White (NE)  | 14/16      | 110   | 1     |

Napomena: * - broj kompletiranih dodavanja/ukupno dodavanja, ** - ukupno jardi dodavanja, *** - broj touchdownova (polaganja), **** - broj izgubljenih lopti